# Rudolf Agricola

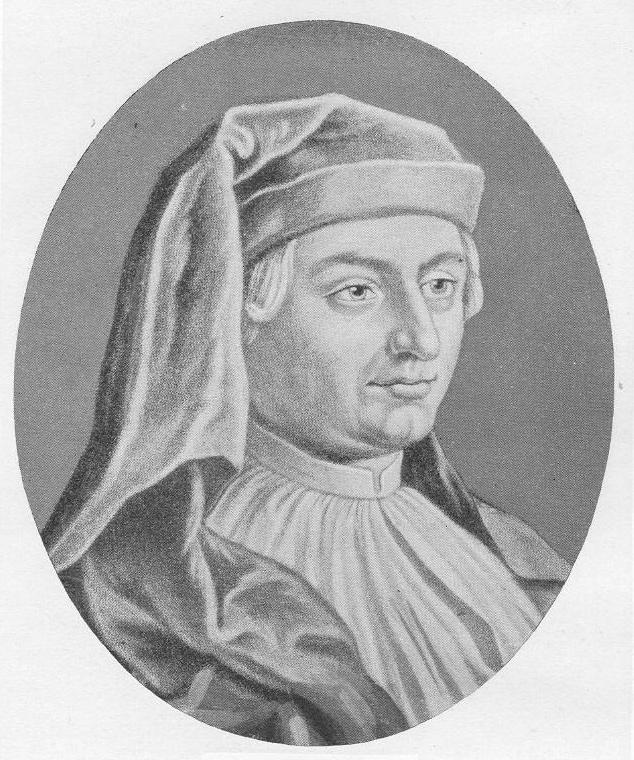
Rudolf Agricola

Rudolf Agricola, eg. Roelof Huysman, född 17 februari 1444 i Baflo, Nederländerna, död 27 oktober 1485 i Heidelberg, var en nederländsk humanist.

## Biografi
Agricola föddes i Baflo i den nederländska provinsen Groningen som oäkta son till prästen Hendrik Vries, som senare blev en abbot, och Zycka Huesman, en rik bonddotter.
Han utbildade sig först vid den berömda skolan St Maarten i Groningen och blev sedan genom sin fars hjälp han student vid universitetet i Erfurt där han tog sin kandidatexamen 1458. Han fortsatte vid Louvain University med en magisterexamen 1465, där han också blev känd för renheten i sitt latin och sin skicklighet i disputationen.
Under sin verksamhet i Bryssel 1482 och i Heidelberg fr. o. m. 1483 bidrog Agricola i hög grad till de klassiska studiernas befrämjande i Tyskland, framför allt genom sitt personliga inflytande. Hans arbete De inventione dialectica libri tres (1480) är en förtjänstfull handbok i retorik och stilistik efter antika mönster.